# رودولتیتسه
رودولتیتسه (به چکی: Rudoltice) یک منطقهٔ مسکونی در جمهوری چک است که در ناحیه اوستی ناد اورلیتسی واقع شده‌است. رودولتیتسه ۱۵٫۹۱ کیلومتر مربع مساحت و ۱٬۸۴۹ نفر جمعیت دارد و ۳۶۵ متر بالاتر از سطح دریا واقع شده‌است.